# قطعنامه ۱۱۵۶ شورای امنیت
قطعنامه ۱۱۵۶ شورای امنیت سازمان ملل متحد که در تاریخ ۱۶ مارس ۱۹۹۸ تصویب شد، سندی بین‌المللی دربارهٔ بررسی وضعیت در سیرالئون است. این قطعنامه طی نشست ۳۸۶۱ام با ۱۵ رای موافق، ۰ مخالف و ۰ ممتنع تصویب شد.